# Pitch Perfect 3
Pitch Perfect 3 är en amerikansk musikal och komedi från 2017. Filmen är regisserad av Trish Sie och skriven av Kay Cannon och Mike White. Den är en uppföljare till Pitch Perfect 2 (2015), och är den tredje och sista delen i Pitch Perfect-serien. I filmen medverkar bland andra Anna Kendrick, Anna Camp, Rebel Wilson, Brittany Snow, Hailee Steinfeld, Hana Mae Lee, Ester Dean, Chrissie Fit, Alexis Knapp, John Lithgow, Ruby Rose, Kelley Jakle, Shelley Regner, Elizabeth Banks och John Michael Higgins. Filmen följer Bellas, som nu tagit examen från college, när de återförenas för en sista föreställning tillsammans under en turné utomlands med United Service Organizations.
Filmen började spelas in i januari 2017 i Atlanta, Georgia och avslutades i april 2017. Filmen släpptes i USA den 22 december 2017, fick blandade recensioner från kritiker, och har omsatt $183 miljoner i hela världen. Det blev den näst-bäst mest inkomstbringande musikaliska komedi genom alla tider, efter sin föregångare  Pitch Perfect 2.

## Rollsättning

### The Bellas
- Anna Kendrick som Beca Mitchell, en alumn och den tidigare ledaren för Barden Bellas. Hon arbetar nu som producent, men säger upp sig på grund av kreativa meningsskiljaktigheter. Hon har delat en lägenhet i New York med sina bästa vänner Chloe och Fat Amy under de senaste tre åren.
- Rebel Wilson, som Patricia "Fat Amy" Hobart, en australisk alumn från Barden Bellas.
- Brittany Snow som Chloe Beale, en Barden Bellas alumn och tidigare ledare, som längtar efter de forna glansdagarna med Bellas.
- Anna Camp som Aubrey Posen, en Barden Bellas alumn och tidigare ledare, före Beca. Det är genom hennes far som Bellas blir inbjudna till USO-turnén.
- Hailee Steinfeld som Emily Junk, en student vid Barden University och den nuvarande ledaren för de nya Barden Bellas.
- Ester Dean som Cynthia Rose Adams, en lesbisk Barden Bellas-alumn.
- Hana Mae Lee som Lilly Onakuramara / Esther, en Barden Bellas-alumn känd för sin tysta röst och udda kommentarer.
- Kelley Jakle som Jessica Smith, en Barden Bellas-alumn.
- Shelley Regner som Ashley Jones, en Barden Bellas-alumn.
- Chrissie Fit som Florencia "Flo" Fuentes, en Barden Bellas-alumn från Guatemala.
- Alexis Knapp som Stacie Conrad, en Barden Bellas-alumn.

### Övriga karaktärer
- Elizabeth Banks som Gail Abernathy-McKadden-Feinberger, en a cappella-kommentator som gör en förolämpande dokumentär om Bellas.
- John Michael Higgins som John Smith, en a cappella-kommentator som gör en förolämpande dokumentär om Bellas.
- John Lithgow som Fergus Hobart, Fat Amys kriminella far.
- Matt Lanter som Chicago Walp, en amerikansk soldat som hjälper Bellas under turnén.
- Guy Burnet som Theo, DJ Khaleds musikproducent, m sointresserar sig för l Beca.
- DJ Khaled som sig själv.
- Troy Ian Hall som Zeke, en amerikansk soldat och Chicagos partner.
- Michael Rose som Aubreys far.
- Jessica Chaffin som Evan.
- Moises Arias som Pimp-Lo.
- Ruby Rose, Andy Allo, Venzella Joy Williams och Hannah Fairlight som Calamity, Serenity, Charity och Veracity. Medlemmar av bandet Evermoist.
- Whiskey Shivers som Saddle Up, ett country-bluegrass band som tävlar mot Bellas.
- Trinidad James och D.J. Looney som Young Sparrow respektive DJ Dragon Nutz.